# 1456

## Esdeveniments
Països Catalans
Resta del món
- Descobertes les illes de Cap Verd.
- Butlla Inter Caetera (1456).
- Setge de Belgrad (1456).

## Naixements
Països Catalans
Resta del món
- 11 de juny, Castell de Warwick: Anna Neville, reina d'Anglaterra (m. 1485).[1]
- Mujir al-Din al-Ulaymi historiador àrab de Jerusalem, on fou cadi, que va escriure una història de Jerusalem i Hebron.

## Necrològiques
Països Catalans
Resta del món
- Sant Joan de les Abadesses: Bernat Guillem Samasó, 25è president de la Generalitat de Catalunya.
- Juan de Mena, escriptor.